# Fun at the Barber's
Fun at the Barber's è un cortometraggio muto del 1903 diretto da Percy Stow.

## Trama
Per lavare un poliziotto, un barbiere - invece di usare il sapone - usa una pasta collosa.

## Produzione
Il film fu prodotto dalla Hepworth.

## Distribuzione
Distribuito dalla Hepworth, il film - un cortometraggio della lunghezza di 23 metri - uscì nelle sale cinematografiche britanniche nell'agosto 1903.
Si pensa che sia andato distrutto nel 1924 insieme a gran parte degli altri film della Hepworth. Il produttore, in gravissime difficoltà finanziarie, pensò in questo modo di poter almeno recuperare l'argento dal nitrato delle pellicole.